# 根石岳
根石岳（ねいしだけ）は、長野県茅野市にある八ヶ岳連峰（広義の八ヶ岳）の山である。

## 概要
八ヶ岳連峰は夏沢峠を境に南側を南八ヶ岳（狭義の八ヶ岳）、北側を北八ヶ岳と呼ぶが、根石岳はこの北八ヶ岳の最南端に位置している。

## 登山道
西側は奥蓼科温泉郷の渋ノ湯から、東側は稲子湯から本沢温泉からともに天狗岳を経由する登山道がある。また、八ヶ岳の主縦走路が根石岳の山頂を通っている。

## 山小屋
- 根石小屋

## 画像

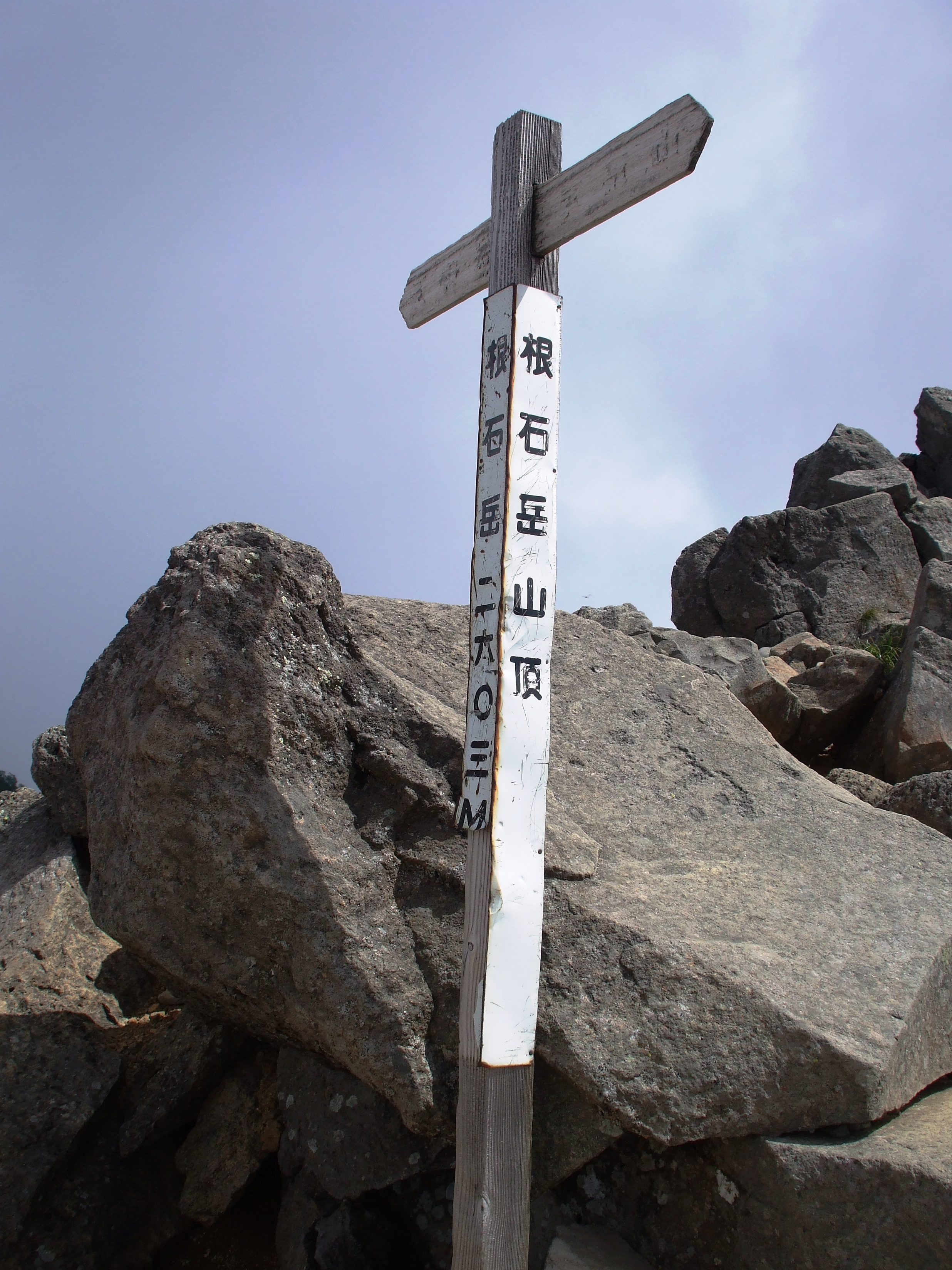
根石岳山頂の一風景
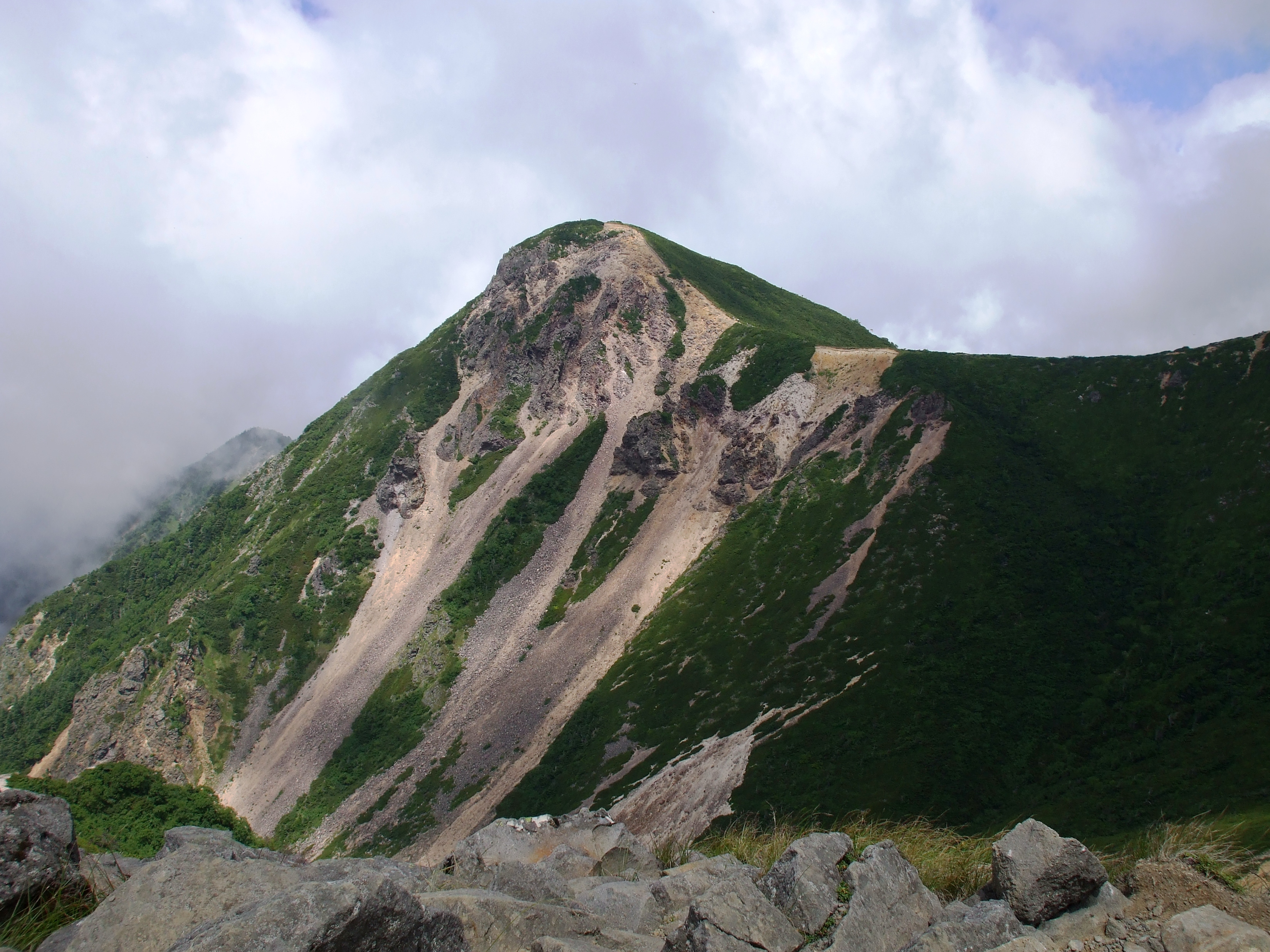
根石岳より見た西天狗岳
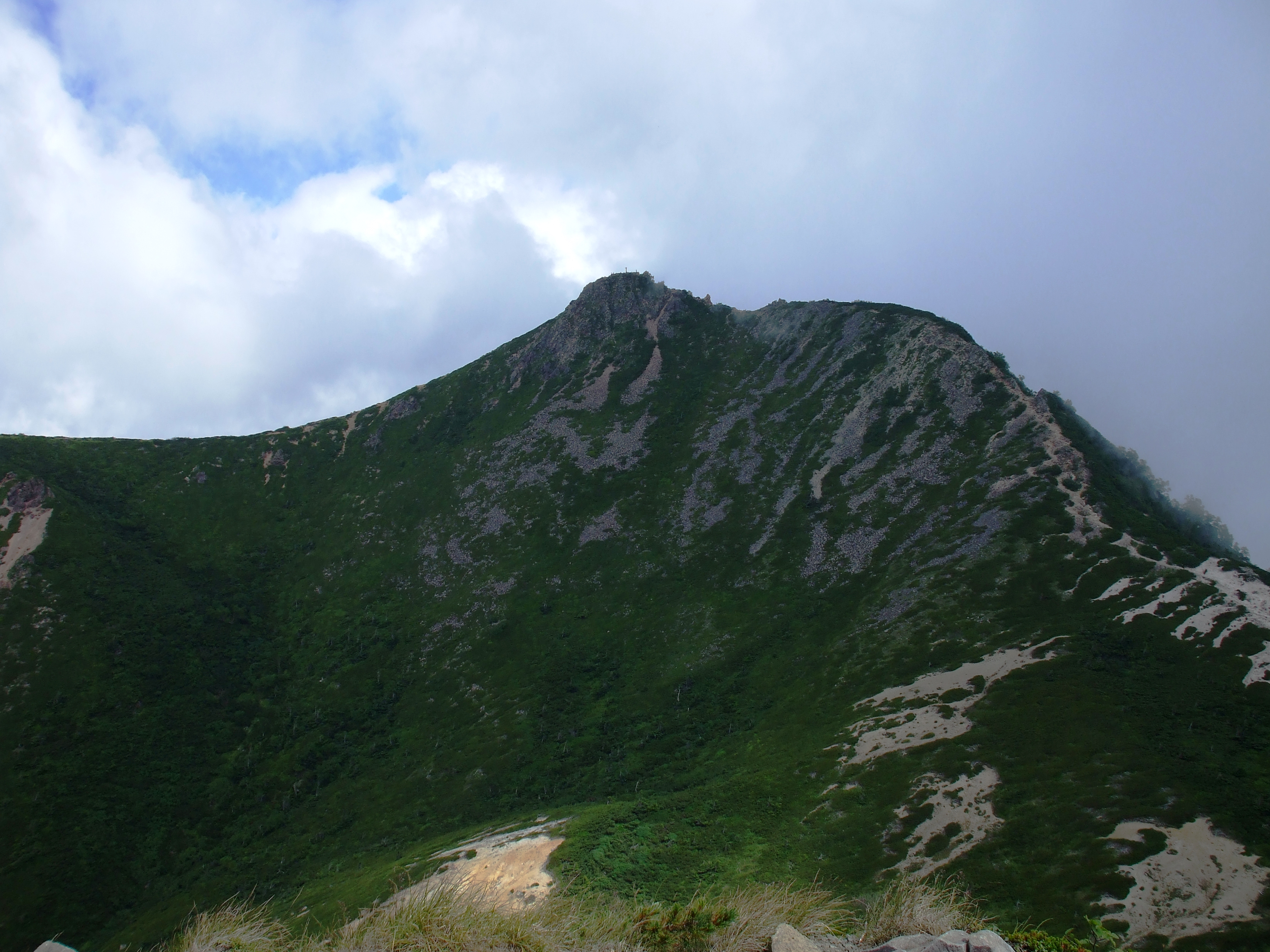
根石岳より見た東天狗岳
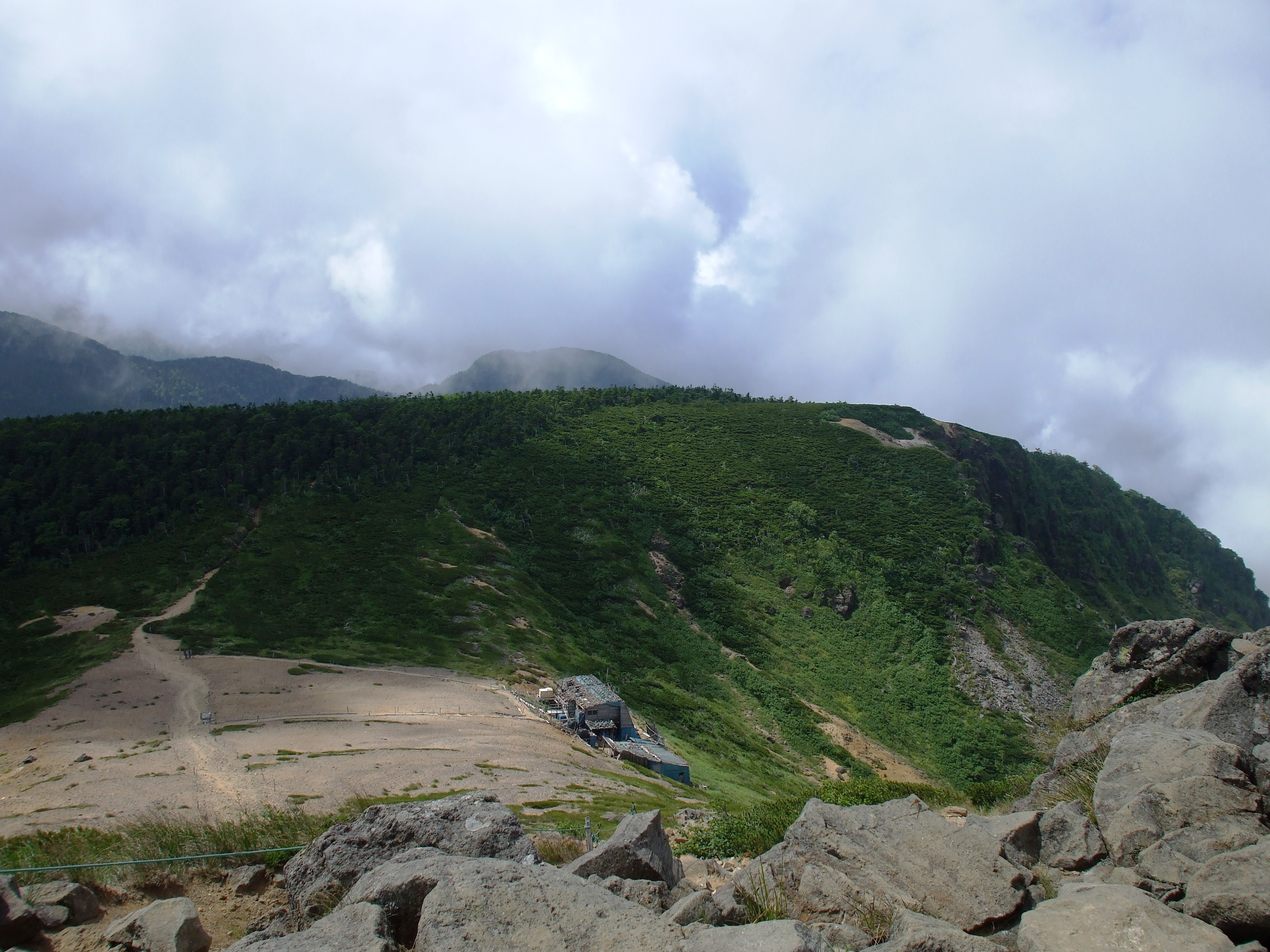
根石岳より見た根石小屋